# Лесни (деревня)
Лесни — деревня в Куньинском районе Псковской области России. Входит в состав Куньинской волости.

## География
Деревня находится в юго-восточной части Псковской области, в зоне хвойно-широколиственных лесов, к западу от реки Усвяты, к западу от железнодорожной линии Бологое — Великие Луки, к югу от реки Черность, на расстоянии примерно 17 километров (по прямой) к северо-востоку от рабочего посёлка Кунья, административного центра района. Абсолютная высота — 174 метра над уровнем моря.

### Климат
Климат характеризуется как умеренно континентальный, влажный. Средняя многолетняя температура самого холодного месяца (января) составляет −8 °С, средняя температура самого тёплого (июля) — +17 °С. Среднегодовое количество осадков — 700—750 мм. Снежный покров держится в течение 125—130 дней в году. Безморозный период длится около 140 дней.

### Часовой пояс
Деревня Лесни, как и вся Псковская область, находится в часовой зоне МСК (московское время). Смещение применяемого времени относительно UTC составляет +3:00.

## История
До 11 апреля 2015 года населённый пункт входил в состав ныне упразднённой Назимовской волости.

## Население
| 2001 | 2002 | 2010 |
| ---- | ---- | ---- |
| 4    | ↘3   | ↘2   |

Согласно результатам переписи 2002 года, в национальной структуре населения русские составляли 100 %.